# Parafia św. Józefa Oblubieńca w Zarzeczu
Parafia św. Józefa Oblubieńca w Zarzeczu – jedna z 11 parafii dekanatu zwoleńskiego diecezji radomskiej.

## Historia
Punkt duszpasterski w Zarzeczu powstał w 1981. Tymczasowa drewniana kaplica (obecnie sale katechetyczne) zbudowana została w 1982. Kościół pw. Józefa Oblubieńca, według projektu z Chicago, adaptowanego przez arch. Janusza Bielaka i konstr. Janusza Pietrzaka, zbudowano w latach 1983–1984 staraniem ks. Józefa Jarosza. Parafię erygował 1 czerwca 1991 bp Edward Materski z wydzielonego terenu parafii Góra Puławska, Wysokie Koło, Łagów Kozieniecki i Janowiec. Kościół jest jednonawowy, wzniesiony z cegły czerwonej. Fasada frontonu, wysunięta do przodu, opiera się na czterech kolumnach, tworząc arkadowe podcienia. 

## Terytorium
Do parafii należą: Anielin, Dobrosławów, Janów, Kochanów, Kajetanów (część), Leokadiów, Pachnowola (część), Piskorów, Sosnów, Zarzecze.

## Proboszczowie
- 1982–2001 – ks. Józef Jarosz
- 2001–2010 – ks. Krzysztof Ćwiek
- 2010-2024  – ks. Sylwester Laskowski
- 2025-nadal - ks. Robert Kuropieska (Administrator)